# Евангелическая церковь (Верден)

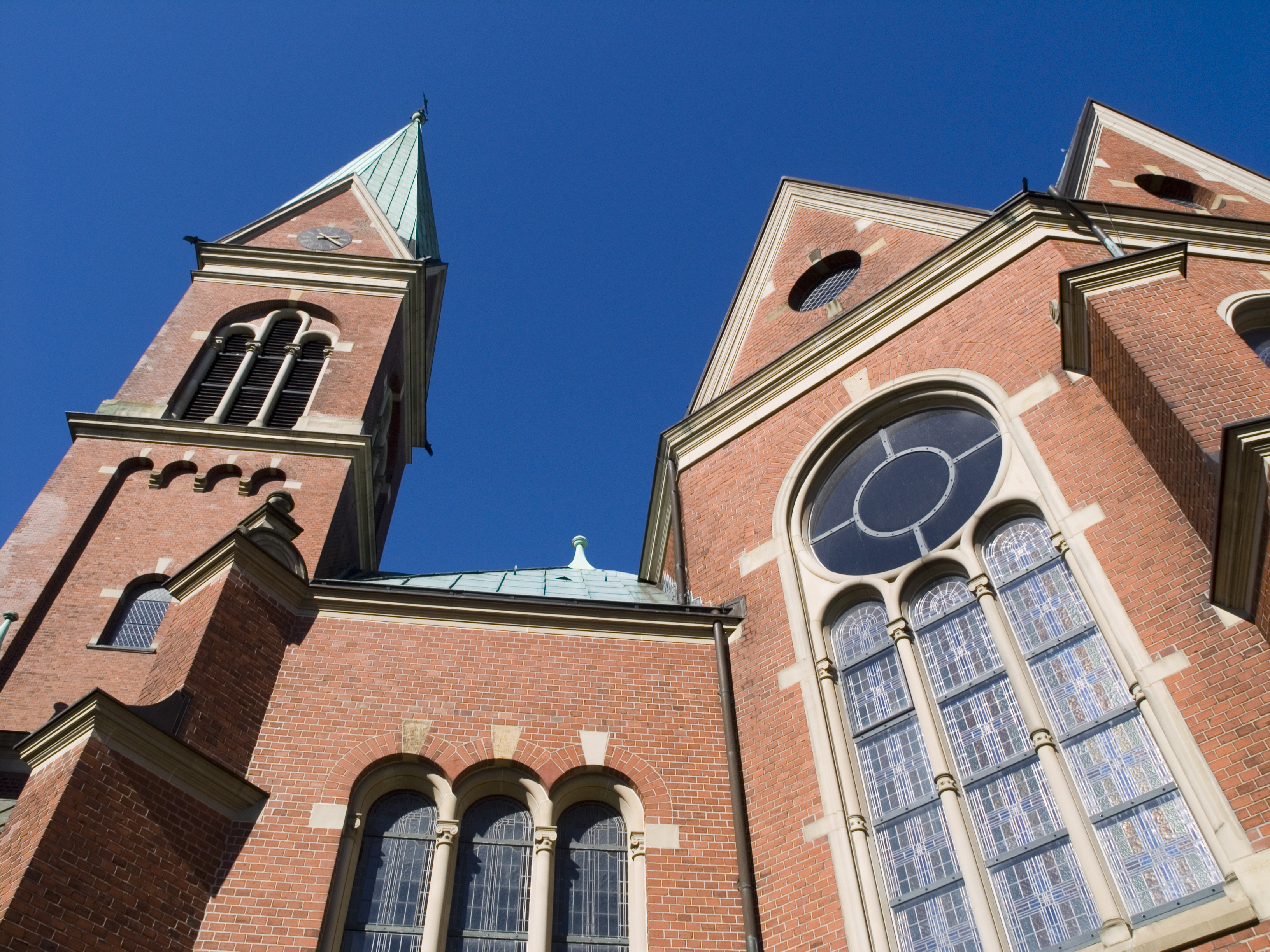
Южный фасад

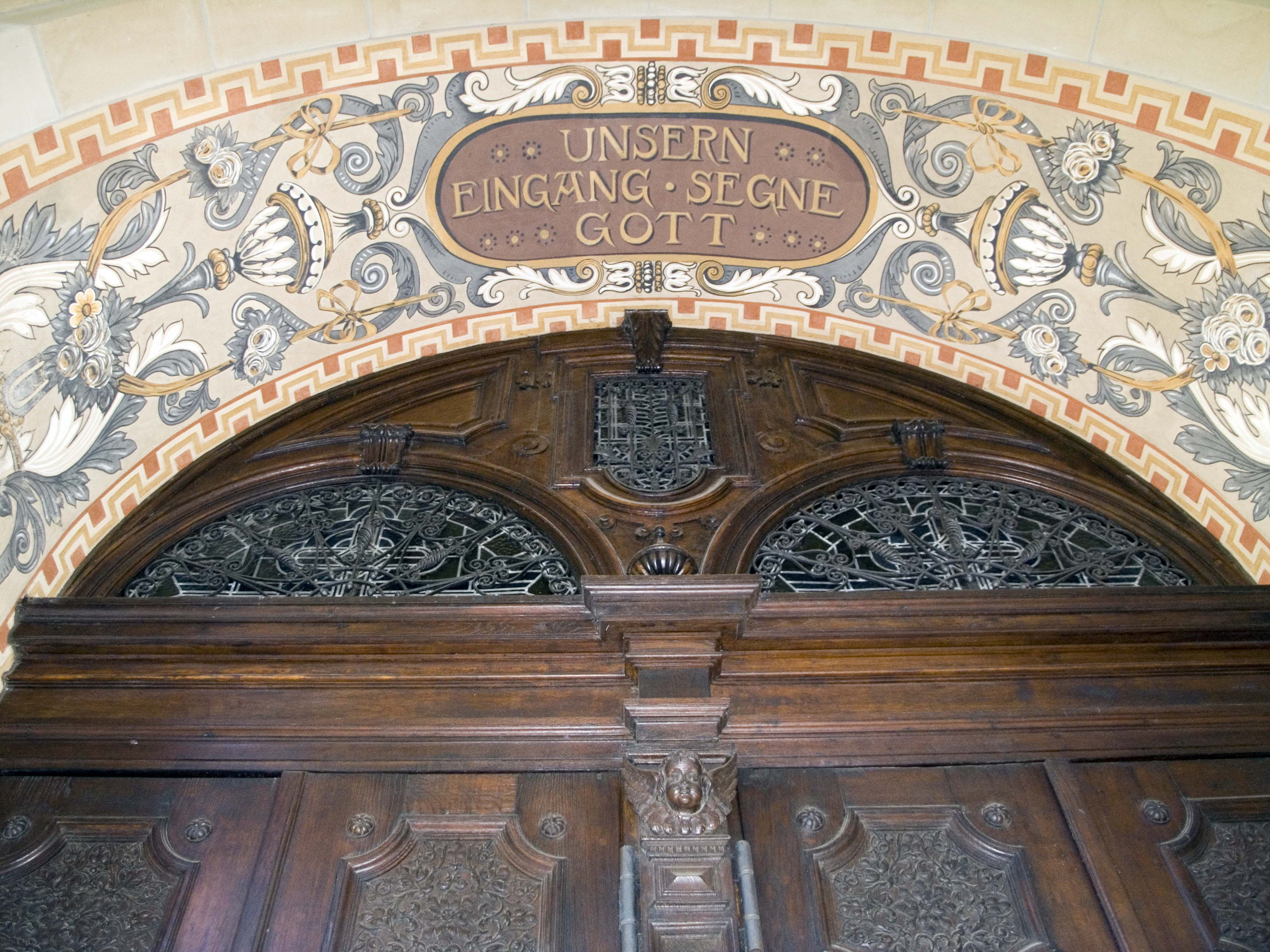
Главный портал

Евангелическая церковь в Вердене (нем.  Evangelische Kirche Essen-Werden) — евангелическая церковь в районе Верден города Эссен (федеральная земля Северный Рейн-Вестфалия). Церковь расположена между улицами Heckstraße и Dudenstraße.

## История
Первое упоминание об евангелической церкви в Вердене относится к 1650 году. В конце XIX века на пожертвования, сделанные членами семьи Круппов, начинается строительство новой евангелической церкви, которая была освящена 24 июня 1900 года.
Церковь в плане имеет форму греческого креста, в западной части находится колокольная башня. Интерьер церкви богато украшен растительными орнаментами, в которых преобладают колосья пшеницы, лилии, виноградные лозы и пальмовые ветви.
В 1980 году в церкви были проведены масштабные восстановительные работы.
Евангелическая церковь Вердена является тематическим пунктом регионального проекта «Путь индустриальной культуры» Рурского региона.